# جامعة الوصل

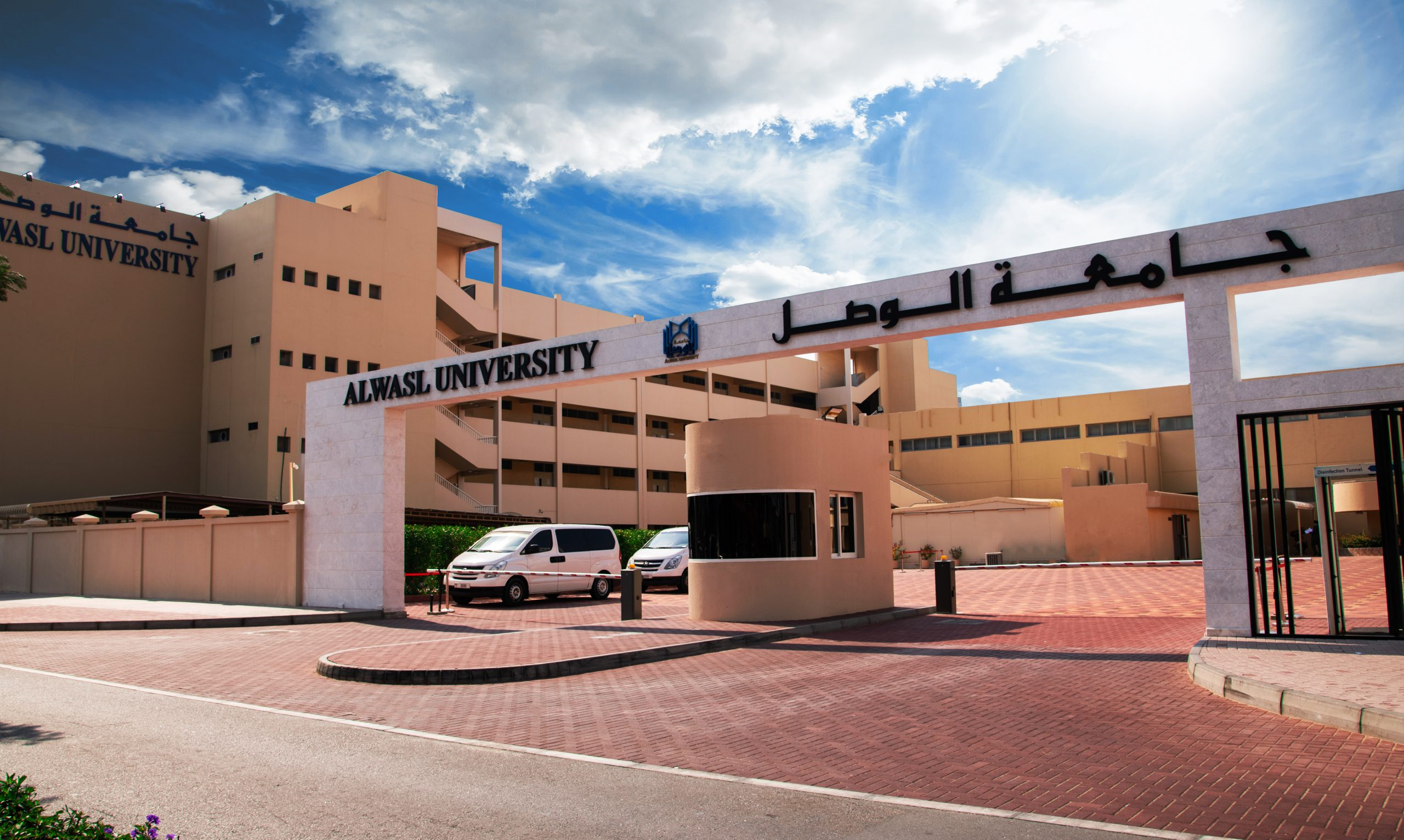
جامعة الوصل - دبي شارع زعبيل

جامعة الوصل هي جامعة خاصة مقرها إمارة دبي في دولة الإمارات العربية المتحدة ، مرخصة وبرامجها معتمدة من وزارة التربية والتعليم بدولة الإمارات " مفوضية الأعتماد الأكاديمي CAA "  ، أسسها السيد جمعة الماجد في العام 1986م، تمنح درجات علمية في الدكتوراه والماجستير والبكالوريوس. تضم الجامعة عدة كليات هي: كلية الدراسات الإسلامية وكلية الآداب وكلية الإدارة(في طور الإنشاء) .كما أن جامعة الوصل عضوا في اتحاد الجامعات العربية .

## كليات الجامعة والبرامج المطروحة
| الكلية                  | الدرجة العلمية                             | مسار / تخصص                     |
| ----------------------- | ------------------------------------------ | ------------------------------- |
| كلية الدراسات الإسلامية | البكالوريوس في الدراسات الإسلامية          | مسار: الدراسات الإسلامية        |
| كلية الدراسات الإسلامية | البكالوريوس في الدراسات الإسلامية          | مسار: الإصلاح الأسري            |
| كلية الدراسات الإسلامية | الماجستير الدراسات الإسلامية               | تخصص: الفقه وأصوله              |
| كلية الدراسات الإسلامية | الدكتوراه الفلسفة                          | تخصص: الفقه وأصوله              |
|                         |                                            |                                 |
| كلية الآداب             | البكالوريوس في اللغة العربية وآدابها       | -                               |
| كلية الآداب             | البكالوريوس علوم المكتبات والمعلومات       | -                               |
| كلية الآداب             | الماجستير اللغة العربية وآدابها            | تخصص: الدراسات اللغوية          |
| كلية الآداب             | الماجستير اللغة العربية وآدابها            | تخصص: الدراسات الأدبية والنقدية |
| كلية الآداب             | الدكتوراه الفلسفة في اللغة العربية وآدابها | تخصص: الدراسات اللغوية          |
| كلية الآداب             | الدكتوراه الفلسفة في اللغة العربية وآدابها | تخصص: الدراسات الأدبية والنقدية |
|                         |                                            |                                 |

## مجلس الأمناء
- معالي جمعة الماجد- رئيس مجلس الأمناء
- معالي أحمد حميد الطاير نائب رئيس مجلس الأمناء
- سعادة أ.د. محمد أحمد عبد الرحمن - مدير الجامعة
- سعادة أحمد عتيق الجميري - عضو مجلس الأمناء
- سعادة د. محمد سالم المزروعي- عضو مجلس الأمناء
- سعادة محمد عيسى السويدي- عضو مجلس الأمناء
- سعادة د. جمال محمد المهيري- عضو مجلس الأمناء
- سعادة د. سعيد عبد الله حارب- عضو مجلس الأمناء

## مراكز البحث العلمي والدعم المؤسسي
تضم الجامعة مجموعة من المراكز التي تترجم دورها في دعم البحث العلمي وخدمة المجتمع:
- مركز الدراسات اللسانية والسردية[6]
- مركز بحوث السنة النبوية[7]
- مركز الذكاء الاصطناعي لخدمة العلوم الإنسانية[8]
- مركز التعليم المستمر وخدمة المجتمع[9]

## مرافق الجامعة
- مبنى الإدارة الرئيسي
- مختبارات الحاسب الآلي
- القاعة العامة .
- مبنى الكليات .
- مبنى القاعات الجامعية .
- الوحدة الطبية الجامعية .
- مسجد الجامعة.
- مكتبة الجامعة .

## وصلات خارجية
- الموقع الرسمي